# 亚历山大·涅夫斯基主教座堂 (索非亚)
亚历山大·涅夫斯基主教座堂（Hram-pametnik „Sveti Aleksandar Nevski）是一座位于保加利亚首都索非亚保加利亚正教会的大教堂。该教堂为新拜占庭式建筑，是保加利亚主教的主座教堂，也是东正教在世界上最大的教堂之一，还是索非亚的象征之一以及主要的游览景点。

亚历山大·涅夫斯基大教堂占地面积为3170平方米，能容纳1万人。它是巴尔干半岛最大的教堂。

## 建筑
亚历山大·涅夫斯基大教堂呈巴西利卡布局，特色为中央的圆顶。其镀金圆顶高达45米高（148英尺），钟塔达53米（174英尺）。教堂有12个总计重量为23吨的钟，其中最重为12吨，最轻为10公斤。大殿内装饰着各种颜色的意大利大理石、巴西缟玛瑙、汉白玉和其他豪华材料。中央穹顶题写着金色的主祷文。